# 川田義朗
川田 義朗（かわだ よしあき、生年不詳 - 文禄4年7月24日（1595年8月29日））は、戦国時代から安土桃山時代にかけての武将。島津氏の家臣。掃部介のち駿河守。幼名は宮松丸。通称は助太郎。初名は義照。入道名は牛室。実父は比志島義貞。義父は川田義秀。養子は川田国鏡。
伊集院忠朗（あるいは岩切信朗とも）に師事して兵術の奥義を極め、島津義久の軍配者（軍事に於ける加持・祈祷、及び天候・日時・方角等を占う本来の意味での軍師）となる。また垂水の地頭職も務めた。25歳の時に一世不犯である川田家の家督を継ぐ。
天正4年（1576年）、島津軍が日向伊東氏の高原城を攻めた際の8月19日に軍配者を務め、落城後の同28日に小林城にて戦勝祝賀が催された際の勝ち鬨を上げる奏者をも務める。また、同6年（1578年）の耳川の戦いに勝利した翌日の10月13日にも勝ち鬨を上げる奏者を務めた。また、天正12年（1584年）の沖田畷の戦いの際には、「今日の兵気は大将軍を得るの気である」と士卒を励まし勝利に導いた。
文禄4年に死去。法名は州嶽寿益大禅伯。